# Años 700 a. C.
Los años 700 antes de Cristo transcurrieron entre los años 709 a. C. y 700 a. C.

## Acontecimientos

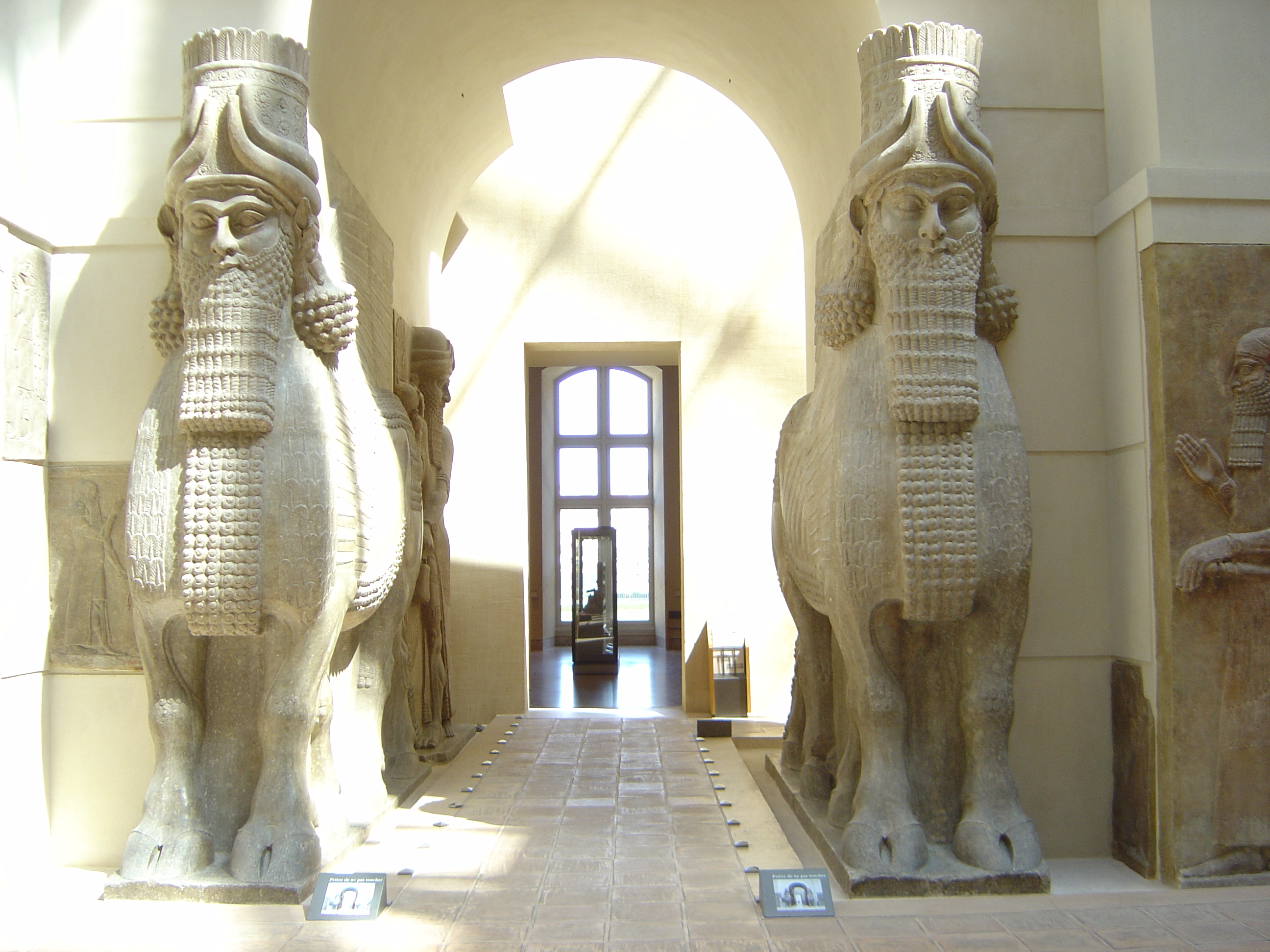
Puertas del palacio de Sargón. Todos los restos del palacio fueron repartidos entre los museos de Europa.

- 709 a. C.: en el sur de Italia, los aqueos y espartanos fundan la aldea de Crotone.
- 708 a. C.: Sargón II se hace coronar rey de Babilonia. Le juran lealtad el rey Midas de Frigia (quien reinó entre el 715 y el 676 a. C.), los siete reyes de Chipre (Iatnana) y Uperi (rey de Dilmun, la isla de Baréin). El imperio asirio alcanza su mayor extensión, y ocurre un renacimiento en el arte y la literatura.
- 708 a. C.: un grupo de cimerios ―pueblo indoeuropeo que devastará Anatolia―, expulsados por los escitas, establecen una colonia en la región de Sinope.
- 708 a. C.: en la antigua Grecia se establece el pentatlón en los Juegos olímpicos. El primero fue ganado por Lampis.
- 708 a. C.: se funda Pario (o Parión) al norte del Helesponto, según Eusebio de Cesarea.
- 707 a. C.: los cimerios derrotan a Argishti II, rey de Urartu.
- 706 a. C.: a 15 km al noreste de Mosul (Irak) y 20 km al norte de Nínive, el rey Sargón II inaugura la ciudad de Dur Sharrukin (‘fortaleza de Sargón’, actual Jorsabad), que sustituye a Nimrud como capital de Asuria. Será abandonada tras la muerte de Sargón II.
- 706 a. C.: en el sur de Italia, inmigrantes partenios (provenientes de Esparta) fundan la aldea de Taras (Tarentum), la moderna Tarento. En el golfo de Tarento, se funda Poseidonia (que desde los romanos hasta la actualidad se llama Paestum).
- 705 a. C.: en Tabal ―en el marco de una campaña contra esta ciudad― es asesinado Sargón II. Su cuerpo no fue recuperado.
- 705 a. C.: Senaquerib sucede a su padre Sargón II como rey de Asiria (reinará hasta el 681 a. C.).
- 705-701 a. C.: a la muerte de Sargón II, el rey egipcio Shabako con el ejército nubio provoca revueltas en Siria y Palestina. Lule (rey de Sidón), Sidka (rey de Ascalón, Ezequías (rey de Judá), y los habitantes de Ecrón se separan de Asiria. Invaden Filistea, y capturan al rey Padi, que se negó a unirse a la coalición.

- 704 a. C.: Senaquerib se hace construir un palacio en Nínive y allí muda la capital de Asiria. En un depósito dentro del palacio de Sargón (en Jorsabad) quedan abandonadas 160 toneladas de instrumentos de hierro: picos, palas, martillos, garfios y ganchos (que serán encontrados en el siglo XIX). Sargón había hecho instalar jardines alrededor de su palacio mediante sistemas de riego.
- 704 a. C.: en Hubei (China), los bárbaros man, fundan el reino de Chu (704-223 a. C.). La mayoría de los bárbaros del sur viven afiliada con Thais (Miao, Lolo, etc).
- 704 a. C.: según la tradición, el arquitecto corintio Ameinocles construye los primeros cuatro trirremes.
- 703 a. C.: en Babilonia sucede una revolución. Un jefe se hace nombrar rey en lugar de Senaquerib (que estaba en el extranjero). Marduk Baladán II de Elam ingresa a Babilonia y toma el poder. Unos meses más tarde, Senaquerib aplasta a los rebeldes bajo las murallas de Kish. Marduc-Baladán huye a los pantanos del sur, mientras Senaquerib saquea su palacio y deporta a 208 000 babilonios, caldeos, sirios y asirios, y luego le confía el trono a su segundo, Bel-Ibni.
- 702 a. C.: en Egipto reina el faraón cushita Shabitko, hijo de Pianjy. Consciente del peligro de las invasiones asirias, y envía un ejército para apoyar la revuelta de las ciudades palestinas, pero después se retira para evitar la confrontación directa. Reinará hasta el 689 a. C.
- 701 a. C.: el rey Ezequías fortalece Jerusalén y garantiza el suministro de agua (en caso de asedio) al hacer excavar el tanque y el túnel de Siloé, un canal de 550 m de largo, y forja muchas armas (lanzas y escudos).
- 701 a. C. (10 de noviembre): el rey Senaquerib de Asiria ataca Jerusalén ―después de haber saqueado 46 aldeas― pero no llega a tomarla.

- 701 a. C.: Senaquerib reprime la revuelta en Siria y Palestina. Toma las ciudades fenicias, reemplaza al rey Lule de Sidón, que huye de Ittobaal, y sitia Tiro. Le presentan su homenaje los jefes de otras ciudades de Fenicia, y Mitinti (rey de Ashdod), Puduili (rey de Amón), Kammusunadbi (rey de Moab) y Aiarammu (rey de Edom). Senaquerib entra en Filistea. Sidka (rey de Ascalón) derrota a los egipcios que acudieron al rescate de los ecrón en la llanura de Elteqeh. Senaquerib toma Ecrón, mata a los principales ciudadanos y captura a parte de la población. Toma la fortaleza de Laquis y envía embajadores a Jerusalén. El rey Ezequías, animado por el profeta Isaías, se niega a abrir las puertas de la ciudad. Al acercarse un ejército egipcio al mando de Taharqa, los asirios se retiran de Palestina, posiblemente porque se ha declarado una plaga. Ezequías se apresura a enviar una embajada a Nínive a presentar y pagar un tributo de 30 talentos de oro y 800 talentos de plata. La campaña de Senaquerib fue un golpe terrible para el reino de Judá, ya que la mayoría de sus aldeas fueron destruidas. La parte occidental de Judá pasa a Mitinti de Ashdod, Padi de Sillibel, Ecrón y Gaza son entregadas como recompensa por su fidelidad a Senaquerib.
- 700 a. C.: 
  - A partir de estas décadas, comienzan a fundarse nuevas ciudades en el subcontinente indio, especialmente en el norte.
  - Aquemenes funda en Persia la Dinastía Aqueménida.[1]
  - Construcción de El infiernito por los muiscas, en la actual Moniquirá (Boyacá, Colombia).
  - En Corinto ―en la antigua Grecia― termina el período geométrico de los jarrones; comienza el período orientalizante de los jarrones.
  - En el norte de Italia, en estas décadas termina la cultura villanova y se empieza a desarrollar la cultura etrusca.
  - En el norte de la India, en estas décadas se componen varias Upanisades que expresan la nueva religión que reemplaza a la antigua religión védica: la religión hinduista.
  - En Galicia y el norte de Portugal se desarrolla la cultura castreña (castros: fortificaciones). Se empieza a trabajar el hierro.
  - Hesíodo escribe la Teogonía.
  - Los cimerios destruyen Cícico.
  - Los cimerios destruyen Sinope (Sínope) y Trebisonda, que más tarde serán repobladas.
  - Los escitas empiezan a ocupar las áreas de Cimeria, desplazando gradualmente a los habitantes previos.
  - Los pueblos y ciudades de Ática, península del sureste de Grecia (habitada por griegos jónicos), se unen políticamente a la ciudad Estado de Atenas.[1]
  - Marduk Baladán II (rey caldeo de Babilonia) provoca trastornos en la ciudad. Senaquerib interviene, depone al virrey Bel-ibni y lo reemplaza con su hijo mayor, Ashur-Nadin-Shumi en el trono de Babilonia. Marduc Baladán se fuga a Elam.
  - Pinturas rupestres en el Río Inírida (Vichada).
  - Se construye en Egipto el primer reloj de sol, un perfeccionamiento del trozo de madera que se clavaba en la tierra para saber la hora aproximada.[1]
  - Se fundan Nimer y Taormina.
  - Tiro se rebela contra Asiria y forma un estado independiente.
  - Tras la muerte del rey asirio Sargón II se levanta su ciudadela (que él mismo había planificado). Situada en el norte del actual Iraq, su magnífico palacio se caracteriza por sus torres defensivas, sus siete pisos, cada uno pintado de un color diferente y las puertas guardadas por toros alados.[1]
  - Tribus celtas desde Francia migran a las islas británicas.
- 700 al 509 a. C.: en Italia, período de supremacía etrusca.